# Pole węchowe
Pole węchowe, także okolica węchowa (łac. regio olfactoria) – fragment błony śluzowej jamy nosowej ssaków pokryty nabłonkiem węchowym. Leżące w nim komórki zmysłowe umożliwiają zwierzętom percepcję zapachów.

## Człowiek
W stosunku do większości ssaków pole węchowe człowieka pozostaje znacznie uwstecznione. U ludzi okolica węchowa obejmuje obszar małżowiny nosowej górnej wraz z przylegającą częścią przegrody nosa, rzadko dochodzi do małżowiny nosowej środkowej. W sumie obejmuje obszar o powierzchni od 4 do 6 cm². Od otaczającej go okolicy oddechowej odróżnia się brakiem nabłonka migawkowego i komórek kubkowych. Oprócz tego posiada liczne zakończenia nerwów węchowych otoczonych ujściami specyficznych gruczołów węchowych.